# Gunnar Stabenow
Gunnar Stabenow (* 13. September 1971) ist ein ehemaliger deutscher Fußballspieler.
Stabenow spielte bis 1998 für den FSV Zwickau, für den er in der Saison 1997/98 ein Zweitligaspiel bestritt. Von 1998 bis 2006 spielte er beim VfB Auerbach. Seitdem ist Stabenow bei Motor Süd Zwickau aktiv. Mit Beginn der Saison 2010 spielte der Mittelfeldakteur wieder beim VfB Auerbach und ließ seine Karriere in der 2. Mannschaft ausklingen.